# Czechoslovak Group
Die Czechoslovak Group (CSG) ist eine tschechische Industrie- und Rüstungsholding, die von Jaroslav Strnad gegründet wurde. Von der Gründung im Jahr 2014 bis zum Januar 2016 war sie unter dem Namen Excalibur Group bekannt. Im Jahr 2018 übernahm Michal Strnad, der Sohn des Gründers, sämtliche Unternehmensanteile sowie die Geschäftsführung von seinem Vater.
Die CSG hat ihren Sitz in Prag, der Hauptstadt Tschechiens, die wichtigsten Tochtergesellschaften sind in Tschechien, der Slowakei, Italien, den USA, Großbritannien, Spanien, Indien und Serbien ansässig.
Die Geschäftstätigkeit der CSG konzentriert sich insbesondere auf die Sicherheits- und Verteidigungsindustrie sowie die Automobil-, Flug- und Eisenbahnindustrie. Das Produktportfolio ist sehr breit aufgestellt und umfasst sowohl schwere Geländewagen als auch Spezialausrüstung für Soldaten und Rettungskräfte, Militärtechnik, Munition, Radare, Flugverkehrskontrollsysteme oder auch Eisenbahnbremsen und Luxusarmbanduhren.
Die CSG hat mehr als 100 Tochtergesellschaften und beschäftigt über 10.000 Menschen.
Der Konzernumsatz belief sich 2023 auf 1,73 Mrd. Euro, was im Vergleich zum Vorjahr einen Anstieg von 71 % bedeutet. Das EBITDA betrug 439 Mio. Euro und somit mehr als das Zweifache des Vorjahreswertes. Der Nettogewinn belief sich 2023 auf 210 Mio. Euro. Mehr als die Hälfte der CSG-Produktion (51 %) wurde in europäische Länder (mit Ausnahme der Ukraine) exportiert. Zwei Drittel des Umsatzes der CSG wurden in NATO-Mitgliedsstaaten erwirtschaftet, das restliche Drittel im Rest der Welt.

## Geschichte
Jaroslav Strnad begann nach dem Zusammenbruch der ČSSR in den 1990er Jahren als Schrotthändler, als welcher er auch ausgemusterte Bestände der Tschechischen Armee verwertete. Bald erkannte er jedoch, dass vieles davon noch als Ersatzteile für Rüstungsbestände in anderen Ländern gefragt war, womit höherer Profit erzielt werden konnte. So entstand 1995 schließlich die Firma Excalibur Army, die zum Kern der aufstrebenden Holding wurde. Aufgrund des Bedarfs an technischem Service und der Neuproduktion von Ersatzteilen erwarb Strnad 2005 die erste Industrieanlage. Es war eine bankrotte militärische Reparaturfirma in Přelouč, die er vom Verwalter der Insolvenzmasse kaufte.
Eine weitere bedeutende Akquisition im Jahr 2010 war der Hersteller von Bremssystemen für Schienenfahrzeuge, das Unternehmen DAKO-CZ aus Třemošnice, an dem CSG die Mehrheit hält. 2017 wurde schließlich die Mehrheit am 1850 gegründeten Fahrzeughersteller Tatra Trucks übernommen.
Das heutige Tochterunternehmen Excalibur Army unterhält eine strategische Partnerschaft mit General Dynamics und hat im Jahr 2015 die Lizenz zur Produktion von Pandur-II-Radpanzern bis zum Jahr 2039 erhalten. 2015 lieferte Excalibur 250 BMP-1-Schützenpanzer an den Irak.
Am 24. November 2022 wurde bekannt gegeben, dass CSG 70 % der Anteile des italienischen Munitionsherstellers Fiocchi Munizioni übernehmen wird.
Im Oktober 2023 hat die CSG ihr Interesse an der Übernahme des Herstellers von Munition für Jagd- und Sportwaffen CCI mit den Marken Federal, HEVI-Shot, Remington and Speer bekundet.
Laut Michal Strnad kann das Unternehmen pro Jahr ca. 80.000 bis 100.000 Artilleriegranaten des NATO-Standards 155 mm herstellen; dies würde etwa 25 bis 30 Prozent der jährlichen Produktionskapazität dieses Typs in Europa entsprechen. Es sei geplant, die jährliche Produktion auf 150.000 Granaten zu erhöhen; dies werde aber voraussichtlich etwa zwei Jahre benötigen.

## Innovationen
Der Konzern investiert auch in die Forschung und in die Entwicklung neuer Produkte. Entwickelt werden beispielsweise schwere Tatra-Nutzfahrzeuge mit umweltfreundlichem Wasserstoffantrieb oder selbstfahrende Nutzfahrzeuge.
Darüber hinaus beteiligt sich der Konzern auch an der Entwicklung und Herstellung des Prototyps einer Anlage, die Trinkwasser aus der Luft gewinnen kann. Man beschäftigt sich auch mit der Entwicklung von Flugsicherungs- und Flugverkehrskontrollsystemen, die KI-Tools und maschinelles Lernen nutzen, sowie eines Flugverkehrskontrollsystems für Roboterdrohnen.
An Elite-Polizeieinheiten, einschließlich der US-amerikanischen Sicherheitsorgane, und Elite-Militäreinheiten liefert der Konzern Radare, die Lebewesen hinter festen Hindernissen erkennen und somit die Sicherheit bei Erfüllung der Aufgaben dieser Organe erhöhen. Ferner werden auch weitere Radare der neuen Generation entwickelt. Der Konzern stellt auch selbstfahrende Haubitzen her, die einen hohen Automatisierungsgrad aufweisen und mit moderner Elektronik ausgestattet sind. Im Rahmen der einschlägigen Konzerndivision wird auch umweltfreundliche Munition für Jäger produziert, die bleifrei ist und sich schnell in der Natur zersetzt.

## Tochtergesellschaften
Divisionen und Tochtergesellschaften der CSG (Stand: Dezember 2023):
CSG Defence
- EXCALIBUR ARMY spol. s.r.o
- Fábrica de Municiones de Granada SL.
- MSM GROUP, s.r.o.
- MSM LAND SYSTEMS s.r.o.
- TATRA DEFENCE SLOVAKIA s.r.o.
- TATRA DEFENCE VEHICLE a.s.
- VOP Nováky, a.s.
- VÝVOJ Martin, a.s.
- ZVS holding, a.s.
- 14.OKTOBAR d.o.o. Kruševac

CSG Ammo+
- Baschieri & Pellagri S.p.A.
- Fiocchi Munizioni S.p.A.
- Fiocchi of America Inc.
- Lyalvale Express Limited

CSG Mobility
- DAKO-CZ, a.s
- DAKO-CZ INDIA Pvt. Ltd.
- DAKO-CZ MACHINERY, a.s.
- DAKO-CZ SERVICE, s.r.o.
- DAKO-CZ TRANSELCO, s.r.o.
- JWL DAKO-CZ (INDIA) Ltd.
- MEDHA DAKO-CZ Pvt. Ltd.
- TATRA TRUCKS a.s. – dieses Unternehmen und der Konzern haben den gleichen Mehrheitseigentümer
- TATRA METALURGIE a.s.

CSG Aerospace
- ATRAK a.s.
- CS SOFT a.s.
- ELDIS Pardubice, s.r.o.
- JOB AIR Technic a.s.
- Pocket Virtuality a. s.
- RETIA, a.s.
- UpVision s.r.o.

CSG Business Projects
- ARMI PERAZZI S.P.A.
- CSG USA Inc.
- ELTON hodinářská, a.s.
- EXCALIBUR INTERNATIONAL a.s.
- KARBOX s.r.o.
- PFC Prague Fertility Centre
- TRUCK SERVICE GROUP s.r.o.

## ESG
Die CSG zielt auf eine Weiterentwicklung der Konzernunternehmen ab. Dabei hält sie sich an ethische Grundsätze, die in einem für sämtliche Mitglieder der Unternehmensorgane sowie für Manager und Mitarbeiter bindenden Ethikkodex formuliert sind. Die gesellschaftliche Unternehmensverantwortung ist aus der Arbeitsweise des Konzerns nicht mehr wegzudenken.